# Пливање на Летњим олимпијским играма 2012.
Олимпијска пливачка такмичења на Летњим олимпијским играма 2012. у Лондону одржавана су по 27. пут у периоду од 28. јула до 4. августа у 50 метарском базену у Центру за водене спортове, док су маратонске трке на 10 км одржане на вештачком језеру у Хајд парку 9. и 10. августа 2012. године.
Укупно су одржане 34 пливачке дисциплине, по 17 у обе конкуренције, од којих су 32 одржане у затвореном базену, а преостале две на отвореном.
По броју освојених медаља поново је доминирала пливачка репрезентација САД која је освојила укупно 31 медаљу, од чега 16 златних. На другом месту по броју освојених медаља помало изненађујуђе завршила је Кина са укупно 10 медаља (5 златних). Укупно је 19 држава освојило бар једну од медаља. Најуспешнији пливач је Американац Мајкл Фелпс који је још једном са 6 медаља, од чега 4 злата потврдио статус једног од највећих пливача свих времена. Фелпс је управо у Лондону најавио своје повлачење из света пливања одмах по завршетку игара. Талас нових младих пливача предводили су Јаник Ањел из Француске, Кинез Суен Јанг и Јужноафриканац Чад ле Клос. Код жена у први план су искочиле младе пливачице Миси Френклин, Кејти Ледеки (обе из САД), Раноми Кромовиђојо из Холандије, Кинескиње Је Шивен и Ђао Љујанг те петнаестогодишња Литванка Рута Мејлутите која је освојивши злато на 100 метара прсно својој земљи донела прву пливачку олимпијску медаљу у историји. Усама Мелули из Туниса ушао је у историју као први пливач који је на истим играма освојио медаљу и у базену и на отвореном, освојивши бронзу на 1.500 метара слободно и злато у пливачком маратону.
Српско пливање није остварило неки запаженији резултат. Најтрофејнији српски пливач свих времена Милорад Чавић се освајањем 4. места у трци на 100 метара делфин опростио од активног бављења спортом. Млади Велимир Стјепановић у трци на 200 метара делфин поставља нови национални рекорд, и такмичење у финалу завршава на 6. месту. По први пут у историји на играма је учествовала и српска штафета на 4100 слободно. Чавић, Стјепановић, Ленђер и Сиљевски поставили су нови национални рекорд који сада износи 3:18,79.
Током такмичења није забележена ни једна дисквалификација због кориштења недозвољених средстава. Једину мрљу на такмичење бацио је тренер америчке репрезентације Џон Леонард који је оптужио путем медија кинеску пливачицу Је Шивен за допинг након што је уверљиво дошла до олимпијског злата и новог светског рекорда на 400 мешовито. Међународни олимпијски комитет је убрзо потом објавио да су сви налази са допинг контрола били негативни и да не постоји ни најмања сумња у валидност њених резултата. Подршку младој кинеској пливачици изразио је и сам Жак Рог (председник МОК-а) те бројне друге пливачке звезде.
Током такмичења постављено је 10 нових светских рекорда, те бројни национални и олимпијски рекорди.

## Дисциплине
- Слободни стил: 50м, 100м, 200м и 400м у обе конкуренције, плус 800м за жене и 1.500м за мушкарце;
- Леђни стил: 100м и 200м;
- Прсни стил: 100м и 200м;
- Делфин стил: 100м и 200м;
- Мешовити стил: 200м и 400м;
- Штафете: 4х100м слободно, 4х200м слободно и 4х100м мешовито;
- Маратон: 10 km у обе конкуренције.

## Квалификације
Према правилима ФИНА сваки НОК има право да пријави по максимално два такмичара у једној дисциплини, и максимално једну штафету по дисциплини (изузев у штафетним тркама). Максималан дозвољен број такмичара у свим дисциплинама је 52 (по 26 у обе ко конкуренције).
Уместо досадашње Б норме постављено је такозвано селекционо време које аутоматски није гарантовало и наступ на играма (као у случају Б норме, уз услов да не постоји такмичар са А нормом).
| Дисциплна        | Мушкарци | Мушкарци | Жене    | Жене    |
| Дисциплна        | А норма  | Б норма  | А норма | Б норма |
| ---------------- | -------- | -------- | ------- | ------- |
| 50 м слободно    | 22,11    | 22,88    | 25,27   | 26,15   |
| 100 м слободно   | 48,82    | 50,53    | 54,57   | 56,48   |
| 200 м слободно   | 1:47,82  | 1:51,59  | 1:58,33 | 2:02,47 |
| 400 м слободно   | 3:48,92  | 3:54,13  | 4:09,35 | 4:18,07 |
| 800 м слободно   | -        | -        | 8:33,84 | 8:51,82 |
| 1.500 м слободно | 15:11,83 | 15:43,74 | -       | -       |
| 100 м леђно      | 54,40    | 56,30    | 1:00,82 | 1:02,95 |
| 200 м леђно      | 1:58,48  | 2:02,63  | 2:10,84 | 2:15,42 |
| 100 м прсно      | 1:00,79  | 1:02,92  | 1:08,49 | 1:10,89 |
| 200 м прсно      | 2:11,74  | 2:16,35  | 2:26,89 | 2:32,03 |
| 100 м делфин     | 52,36    | 54,19    | 58,70   | 1:00,75 |
| 200 м делфин     | 1:56,86  | 2:00,95  | 2:08,95 | 2:13,46 |
| 200 м мешовито   | 2:00,17  | 2:04,38  | 2:13,36 | 2:18,03 |
| 400 м мешовито   | 4:16,46  | 4:25,44  | 4:41,75 | 4:51,75 |

## Сатница
Пливачка такмичења у базену одржала су се између 28. јула и 4. августа. Квалификациона такмичења почињала су 10:00 по по гриничком времену, а вечерњи програм почињала су од 19:30 по гриничком времену. Маратонске трке одржане су 9. и 10. августа са почетком у 12:00 по гриничком времену.
| Датум              | Јутарње квалификације Квалификације (10:00 ГМТ)                                              | Вечерњи програм Полуфинала и финала (19:30 ГМТ) |
| ------------------ | -------------------------------------------------------------------------------------------- | --- |
| Субота 28. јул     | 400м мешовито М 100м делфин Ж 400м слободно М 400м мешовито Ж 100м прсно М 4×100м слободно Ж | 400м мешовито М (финале) 100м делфин Ж (полуфинала) 400м слободно М (финале) 400м мешовито Ж (финале) 100м прсно М (полуфинала) 4×100м слободно Ж (финале)                                                     |
| Недеља 29. јул     | 100м леђно Ж 200м слободно М 100м прсно Ж 100м леђно М 400м слободно Ж 4×100м слободно М     | 100м делфин Ж (финале) 200м слободно М (полуфинала) 100м прсно Ж (полуфинала) 100м прсно М (финале) 400м слободно Ж (финале) 100м леђно М (полуфинала) 100м леђно Ж (полуфинала) 4×100м слободно М (финале)    |
| Понедељак 30. јул  | 200м слободно Ж 200м делфин М 200м мешовито Ж                                                | 200м слободно Ж (полуфинала) 200м слободно М (финале) 100м леђно Ж (финале) 100м леђно М (финале) 100м прсно Ж (финале) 200м делфин М (полуфинале) 200м мешовито Ж (полуфинала)                                |
| Уторак 31. јул     | 100м слободно М 200м делфин Ж 200м прсно М 4×200м слободно М                                 | 100м слободно М (полуфинала) 200м слободно Ж (финале) 200м делфин М (финале) 200м делфин Ж (полуфинала) 200м прсно М (полуфинала) 200м мешовито Ж (финале) 4×200м слободно М (финале)                          |
| Среда 1. август    | 100м слободно Ж 200м леђно М 200м прсно Ж 200м мешовито М 4×200м слободно Ж                  | 200м прсно М (финале) 100м слободно Ж (полуфинала) 200м леђно М (полуфинала) 200м делфин Ж (финале) 100м слободно М (финале) 200м прсно Ж (полуфинала) 200м мешовито М (полуфинала) 4×200м слободно Ж (финале) |
| Четвртак 2. август | 50м слободно М 800м слободно Ж 100м делфин М 200м леђно Ж                                    | 50м слободно (полуфинала) 200м прсно Ж (финале) 200м леђно М (финале) 200м леђно Ж (полуфинала) 200м мешовито М (финале) 100м слободно Ж (финале) 100м делфин (полуфинале)                                     |
| Петак 3. август    | 50м слободно Ж 1.500м слободно М 4×100м мешовито Ж 4×100м мешовито М                         | 200м леђно Ж (финале) 100м делфин М (финале) 800м слободно Ж (финале) 50м слободно М (финале) 50м слободно Ж (полуфинала)                                                                                      |
| Субота 4. август   | нема програма (сва квалификациона такмичења су окончана)                                     | 50м слободно Ж (финале) 1.500м слободно М (финале) 4×100м мешовито Ж (финале) 4×100м мешовито Ж (финале) |

| Време              | Дисциплина (12:00 ГМТ) |
| ------------------ | ---------------------- |
| Четвртак 9. август | 10 km маратон Ж        |
| Петак 10. август   | 10 km маратон М        |

## Резултати
На пливачким такмичењима учествовало је укупно 166 држава са укупно 950 такмичара.

### Мушкарци
| Дисциплине         | | Резултат    | | Резултат        | | Резултат    |
|                    | |             | |                 | |             |
| 50м слободно       | Флоран Маноду · Француска | 21,34       | Кален Џоунс · Сједињене Америчке Државе | 21,54           | Сезар Сијело Фиљо · Бразил | 21,59       |
| 100м слободно      | Нејтан Адријан · Сједињене Америчке Државе | 47,52       | Џејмс Магнусен · Аустралија | 47,53           | Брент Хејден · Канада | 47,80       |
| 200м слободно      | Јаник Ањел · Француска | 1:43,14     | Суен Јанг · Кина · Парк Те Хван · Јужна Кореја | 1:44,93         | --- | ---         |
| 400м слободно      | Суен Јанг · Кина | 3:40,14 ОР  | Парк Те Хван · Јужна Кореја | 3:42,06         | Питер Вандеркај · Сједињене Америчке Државе | 3:44,69     |
| 1.500м слободно    | Суен Јанг · Кина | 14:31,02 СР | Рајан Кокрејн · Канада | 14:39,63 РСА,НР | Усама Мелули | 14:40,31    |
|                    | |             | |                 | |             |
| 100м делфин        | Мајкл Фелпс · Сједињене Америчке Државе | 51,21       | Чад ле Клос · Јужноафричка Република · Јевгениј Коротишкин | 51,44           | --- | ---         |
| 200м делфин        | Чад ле Клос · Јужноафричка Република | 1:52,96 АФР | Мајкл Фелпс · Сједињене Америчке Државе | 1:53,01         | Такеши Мацуда · Јапан | 1:53,21     |
|                    | |             | |                 | |             |
| 100м леђно         | Мет Гриверс · Сједињене Америчке Државе | 52,16 ОР    | Ник Томан · Сједињене Америчке Државе | 52,92           | Рјосуке Ирије · Јапан | 52,97       |
| 200м леђно         | Тајлер Клари · Сједињене Америчке Државе | 1:53,41 ОР  | Рјосуке Ирије · Јапан | 1:53,78         | Рајан Локти · Сједињене Америчке Државе | 1:53,94     |
|                    | |             | |                 | |             |
| 100м прсно         | Камерон ван дер Бург · Јужноафричка Република | 58,46 СР    | Кристијан Спренџер · Аустралија | 58,93           | Брендан Хансен · Сједињене Америчке Државе | 59,49       |
| 200м прсно         | Данијел Ђурта · Мађарска | 2:07,28 СР  | Мајкл Џејмисон · Уједињено Краљевство | 2:07,43 НР      | Рјо Татеиши · Јапан | 2:08,29     |
|                    | |             | |                 | |             |
| 200м мешовито      | Мајкл Фелпс · Сједињене Америчке Државе | 1:54,27     | Рајан Локти · Сједињене Америчке Државе | 1:54,90         | Ласло Чех · Мађарска | 1:56,22     |
| 400м мешовито      | Рајан Локти · Сједињене Америчке Државе | 4:05,18     | Тијаго Переира · Бразил | 4:08,86 НР      | Косуке Хагино · Јапан | 4:08,94 НР' |
|                    | |             | |                 | |             |
| 4 х 100 м слободно | Амори Лево (48,13) · Фабијен Жило (47,67) · Клемон Лефер (47,39) · Јаник Ањел (46,74)) · Ален Бернар* · Жереми Стравиус* · Француска                                              | 3:09,93     | Нејтан Адријан (47,89) · Мајкл Фелпс (47,15) · Кален Џоунс (47,60) · Рајан Локти (47,74) · Џими Фајген* · Мет Гриверс* · Рики Беренс* · Џејсон Лезак* · Сједињене Америчке Државе | 3:10,38         | Андреј Гречин (48,57) · Никита Лобинцев (47,39) · Владимир Морозов (47,85) · Данила Изотов (47,60) · Јевгениј Лагунов* · Сергеј Фесиков* · Русија | 3:11,41     |
| 4 х 200 м слободно | Рајан Локти (1:45,15) · Конор Двајер (1:45,23) · Рики Беренс (1:45,27) · Мајкл Фелпс (1:44,05) · Чарли Хаучин* · Мет Маклин* · Дејвис Тарвотер* · Сједињене Америчке Државе       | 6:59,70     | Амори Лево (1:46,70) · Грегори Моле (1:46,83) · Клемон Лефер (1:46,00) · Јаник Ањел (1:43,24) · Жереми Стравиус*[a] · Француска                                                   | 7:02,77 НР      | Хао Јин (1:47,12) · Ли Јинђи () · Хаиђи Ђанг () · Суен Јанг (1:45,55) · Lü Zhiwu* · Dai Jun* · Кина                                               | 7:06,30     |
| 4 х 100 м мешовито | Мет Гриверс (52,58) · Брендан Хансен (59,19) · Мајкл Фелпс (50,73) · Нејтан Адријан (46,75) · Ник Томан* · Ерик Шанто* · Тајлер Макгил · Кален Џоунс* · Сједињене Америчке Државе | 3:29,35     | Рјосуке Ирије (52,92) · Косуке Китаџима (58,64) · Такеши Мацуда (51,20) · Такуро Фуџи (48,50) · Јапан                                                                             | 3:31,26         | Хејден Стосур (53,71) · Кристијан Спренџер (59,05) · Мет Таргет (51,60) · Џејмс Магнусен (47,22) · Аустралија                                     | 3:31,58     |
|                    | |             | |                 | |             |
| 10 km маратон      | Усама Мелули · Тунис | 1:49:55,1   | Томас Лурц · Немачка | 1:49:58,5       | Ричард Вејнбергер · Канада | 1:50:00,3   |

### Жене
| Дисциплине      | | Резултат            | | Резултат   | | Резултат   |
|                 | |                     | |            | |            |
| 50м слободно    | Раноми Кромовиђојо · Холандија | 24,05 ОР            | Александра Херасимења · Белорусија | 24,28 НР   | Марлен Велдхојс · Холандија | 24,39      |
| 100м слободно   | Раноми Кромовиђојо · Холандија | 53,00 ОР            | Александра Херасимења · Белорусија | 53,38      | Танг Ји · Кина | 53,44      |
| 200м слободно   | Алисон Шмит · Сједињене Америчке Државе | 1:53,61 ОР, САР, НР | Камиј Мифа · Француска | 1:55,58    | Бронте Барат · Аустралија | 1:55,81    |
| 400м слободно   | Камиј Мифа · Француска | 4:01,45 ОР          | Алисон Шмит · Сједињене Америчке Државе                                                                                               | 4:01,77 НР | Ребека Адлингтон · Уједињено Краљевство | 4:03,01    |
| 800м слободно   | Кејти Ледеки · Сједињене Америчке Државе | 8:14,63 САР,НР      | Миреја Белмонте Гарсија · Шпанија | 8:18,76    | Ребека Адлингтон · Уједињено Краљевство | 8:20,32    |
|                 | |                     | |            | |            |
| 100м делфин     | Дејна Волмер · Сједињене Америчке Државе | 55,98 СР            | Лу Јинг · Кина | 56,87      | Алиша Кутс · Аустралија | 56,94      |
| 200м делфин     | Ђао Љујанг · Кина | 2:04,06 ОР          | Миреја Белмонте Гарсија · Шпанија | 2:05,25    | Нацуми Хоши · Јапан | 2:05,48    |
|                 | |                     | |            | |            |
| 100м леђно      | Миси Френклин · Сједињене Америчке Државе | 58,33 САР,НР        | Емили Сибом · Аустралија | 58,68      | Аја Теракава · Јапан | 58,83      |
| 200м леђно      | Миси Френклин · Сједињене Америчке Државе | 2:04,06 СР          | Анастасија Зујева · Русија | 2:05,92    | Елизабет Бејзел · Сједињене Америчке Државе | 2:06,55    |
|                 | |                     | |            | |            |
| 100м прсно      | Рута Мејлутите · Литванија | 1:05,47             | Ребека Сони · Сједињене Америчке Државе                                                                                               | 1:05,55    | Сатоми Сузуки · Јапан | 1:06,46    |
| 200м прсно      | Ребека Сони · Сједињене Америчке Државе | 2:19,59 СР          | Сатоми Сузуки · Јапан | 2:20,72    | Јулија Јефимова · Русија | 2:20,92    |
|                 | |                     | |            | |            |
| 200м мешовито   | Је Шивен · Кина | 2:07,57 ОР, АЗР, НР | Алиша Кутс · Аустралија | 2:08,15    | Кејтлин Леверенз · Сједињене Америчке Државе | 2:08,95    |
| 400м мешовито   | Је Шивен · Кина | 4:28,43 СР          | Елизабет Бејзел · Сједињене Америчке Државе                                                                                           | 4:31,27    | Ли Сјуансју · Кина | 4:32,91    |
|                 | |                     | |            | |            |
| 4х100м слободно | Алиша Кутс (53,90) · Кејт Кембел (53,19) · Бритни Елсмсли (53,41) · Мелани Шлангер (52,65) · Емили Сибом* · Yolane Kukla* · Либи Лентон-Трикет* · Аустралија                            | 3:33,15 ОР          | Инге Декер (54,67) · Марлен Велдхојс (53,80) · Фемке Хемскерк (53,39) · Раноми Кромовиђојо (51,93) · Hinkelien Schreuder* · Холандија | 3:33,79    | Миси Френклин (53,52) · Џесика Харди (53,53) · Лија Нил (53,65) · Алисон Шмит (53,54) · Аманда Вир* · Натали Коглин* · Сједињене Америчке Државе       | 3:34,24 НР |
| 4х200м слободно | Миси Френклин (1:55,96) · Дејна Волмер (1:56,02) · Шенон Вриленд (1:56,85) · Алисон Шмит (1:54,09) · Лорен Пердју* · Алиса Андерсон* · Сједињене Америчке Државе                        | 7:42,92 ОР,САР,НР   | Бронте Барат (1:55,76) · Мелани Шлангер (1:56,72) · Кајли Палмер (1:56,91) · Алиша Кутс · Аустралија (1:56,12)                        | 7:44,41    | Камиј Мифа (1:55,51) · Шарлот Боне (1:57,78) · Офели Сиријел Етијен (1:58,05) · Корали Балми (1:56,15) · Margaux Farrell* · Mylène Lazare* · Француска | 7:47,49 НР |
| 4х100м мешовито | Миси Френклин (58,50) · Ребека Сони (1:04,82) · Дејна Волмер (55,48) · Алисон Шмит (53,25) · Рејчел Бутсма* · Брија Ларсон* · Клер Донахју* · Џесика Харди* · Сједињене Америчке Државе | 3:52,05 СР,НР       | Емили Сибом (59,01) · Лизл Џоунс (1:06,06) · Алиша Кутс (56,41) · Мелани Шлангер (52,54) · Brittany Elmslie* · Аустралија             | 3:54,02    | Јапан · Аја Теракава (58,99) · Сатоми Сузуки (1:05,96) · Јука Като (57,36) · Харука Уеда (53,42)                                                       | 3:55,73    |
|                 | |                     | |            | |            |
| 10 км маратон   | Ева Ристов · Мађарска | 1:57:38,2           | Хејли Андерсон · Сједињене Америчке Државе                                                                                            | 1:57:38,6  | Мартина Грималди Италија | 1:57:41,8  |

## Биланс медаља
| Поз. | Држава               |    |   |   | Укупно |
|      |                      |    |   |   |        |
| 1.   | САД                  | 16 | 9 | 6 | 31     |
| 2.   | Кина                 | 5  | 2 | 3 | 10     |
| 3.   | Француска            | 4  | 2 | 1 | 7      |
| 4.   | Холандија            | 2  | 1 | 1 | 4      |
| 5.   | Јужна Африка         | 2  | 1 | 0 | 3      |
| 6.   | Мађарска             | 2  | 0 | 1 | 3      |
| 7.   | Аустралија           | 1  | 6 | 3 | 10     |
| 8.   | Тунис                | 1  | 0 | 1 | 2      |
| 9.   | Литванија            | 1  | 0 | 0 | 1      |
| 10.  | Јапан                | 0  | 3 | 8 | 11     |
| 11.  | Русија               | 0  | 2 | 2 | 4      |
| 12.  | Белорусија           | 0  | 2 | 0 | 2      |
| 12.  | Шпанија              | 0  | 2 | 0 | 2      |
| 12.  | Јужна Кореја         | 0  | 2 | 0 | 2      |
| 15.  | Уједињено Краљевство | 0  | 1 | 2 | 3      |
| 15.  | Канада               | 0  | 1 | 2 | 3      |
| 17.  | Бразил               | 0  | 1 | 1 | 2      |
| 18.  | Немачка              | 0  | 1 | 0 | 1      |
| 19.  | Италија              | 0  | 0 | 1 | 1      |

## Нови рекорди
Током олимпијског такмичења постављени су следећи нови светски и олимпијски рекорди:

### Мушкарци
| Дисциплина      | Датум     | Коло       | Име                  | Националност              | Резултат | ОР | СР | Дан |
| --------------- | --------- | ---------- | -------------------- | ------------------------- | -------- | -- | -- | --- |
| 400м слободно   | 28. јул   | Финале     | Суен Јанг            | Кина                      | 3:40,14  | ОР |    | 1.  |
| 100м прсно      | 28. јул   | Полуфинале | Камерон ван дер Бург | Јужноафричка Република    | 58,83    | ОР |    | 1.  |
| 100м прсно      | 29. јул   | Финале     | Камерон ван дер Бург | Јужноафричка Република    | 58,46    | ОР | СР | 2.  |
| 100м леђно      | 30. јул   | Финале     | Мет Гриверс          | Сједињене Америчке Државе | 52,16    | ОР |    | 3.  |
| 200м прсно      | 1. август | Финале     | Данијел Ђурта        | Мађарска                  | 2:07,28  | ОР | СР | 5.  |
| 200м леђно      | 2. август | Финале     | Тајлер Клари         | Сједињене Америчке Државе | 1:53,41  | ОР |    | 6.  |
| 1.500м слободно | 4. август | Финале     | Суен Јанг            | Кина                      | 14:31,02 | ОР | СР | 8.  |

### Жене
| Дисциплина            | Датум     | Коло       | Име                                                                                          | Националност              | Резултат | ОР | СР | Дан |
| --------------------- | --------- | ---------- | -------------------------------------------------------------------------------------------- | ------------------------- | -------- | -- | -- | --- |
| 100м делфин           | 28. јул   | Квалифик.  | Дејна Волмер                                                                                 | Сједињене Америчке Државе | 56,25    | ОР |    | 1.  |
| 400м мешовито         | 28. јул   | Финале     | Је Шивен                                                                                     | Кина                      | 4:28,43  | ОР | СР | 1.  |
| Штафета 4х100 слободно | 28. јул   | Финале     | Алиша Кутс (53,90) Кејт Кембел (53,19) Бритни Елмсли (53,41) Мелани Шлангер (52,65)          | Аустралија                | 3:33,15  | ОР |    | 1.  |
| 100м леђно            | 29. јул   | Квалиф.    | Емили Сибом                                                                                  | Аустралија                | 58,23    | ОР |    | 2.  |
| 100м делфин           | 29. јул   | Финале     | Дејна Волмер                                                                                 | Сједињене Америчке Државе | 55,98    | ОР | СР | 2.  |
| 400м слободно         | 29. јул   | Финале     | Камиј Мифа                                                                                   | Француска                 | 4:01,45  | ОР |    | 2.  |
| 200м мешовито         | 30. јул   | Полуфинале | Је Шивен                                                                                     | Кина                      | 2:08,39  | ОР |    | 3.  |
| 200м слободно         | 31. јул   | Финале     | Алисон Шмит                                                                                  | Сједињене Америчке Државе | 1:53,61  | ОР |    | 4.  |
| 200м мешовито         | 31. јул   | Финале     | Је Шивен                                                                                     | Кина                      | 2:07,57  | ОР |    | 4.  |
| 100м слободно         | 1. август | Полуфинале | Раноми Кромовиђојо                                                                           | Холандија                 | 53,05    | ОР |    | 5.  |
| 200м делфин           | 1. август | Финале     | Ђао Љујанг                                                                                   | Кина                      | 2:04,06  | ОР |    | 5.  |
| 200м прсно            | 1. август | Полуфинале | Ребека Сони                                                                                  | Сједињене Америчке Државе | 2:20,00  | ОР | СР | 5.  |
| 4х200м слободно       | 1. август | Финале     | Миси Френклин (1:55,96) Дејна Волмер (1:56,02) Шенон Вриленд (1:56,85) Алисон Шмит (1:54,09) | Сједињене Америчке Државе | 7:42,92  | ОР |    | 5.  |
| 200м прсно            | 2. август | Финале     | Ребека Сони                                                                                  | Сједињене Америчке Државе | 2:19,59  | ОР | СР | 6.  |
| 100м слободно         | 2. август | Финале     | Раноми Кромовиђојо                                                                           | Холандија                 | 53,00    | ОР |    | 6.  |
| 200м леђно            | 3. август | Финале     | Миси Френклин                                                                                | Сједињене Америчке Државе | 2:04,06  | ОР | СР | 7.  |
| 50м слободно          | 4. август | Финале     | Раноми Кромовиђојо                                                                           | Холандија                 | 24,05    | ОР |    | 8.  |
| 4х100м мешовито       | 4. август | Финале     | Миси Френклин (58,50) Ребека Сони (1:04,82) Дејна Волмер (55,48) Алисон Шмит (53,25)         | Сједињене Америчке Државе | 3:52,05  | ОР | СР | 8.  |

Легенда: ОР - Олимпијски рекорд; СР - Светски рекорд